# Yamamoto Kenkichi
Yamamoto Kenkichi (japanisch 山本 健吉, eigentl.: Ishibashi Sadakichi (石橋 貞吉); * 26. April 1907; † 7. Mai 1988) war ein japanischer Literaturwissenschaftler.

## Leben
Yamamoto studierte an der Keiō-Universität bei Orikuchi Nobuo und wurde Mitarbeiter der Zeitschrift Haiku kenkyū (俳句研究). Ab 1939 veröffentlichte er eine Reihe von Studien unter dem Titel Watakushi-shishōsetsu sakka ron (私小説作家論, Über die Autoren von Ich-Romanen) in der Zeitschrift Hihyō (批評). 1955 erschien unter dem Titel Koten to gendai bungaku (Klassische und moderne Literatur) eine Analyse zur japanischen Literaturgeschichte.
Für seine dreibändige Studie Bashō: sono kanshō to hihyō (芭蕉 その鑑賞と批評, Über die Haiku-Dichtung Matsuo Bashōs),  erschienen 1955–56, erhielt Yamamoto den Shinchō-Literaturpreis. Eine zweibändige Gesamtausgabe der Haikus Bashōs legte er 1974 vor. Für Koten to gendai-bungaku erhielt er 1955 den Yomiuri-Literaturpreis. Weitere Schriften waren Shōsetsu no saihakken (Die Wiederentdeckung der Fiktion, 1962), Shi no jikaku no rekishi (Die Geschichte der poetischen Selbsterfahrung, 1979) und Inochi to katachi (Leben und Form, 1981), wofür er 1981 mit dem Noma-Literaturpreis ausgezeichnet. 1983 wurde er mit dem japanischen Kulturorden ausgezeichnet.
Yamamoto war mit der Dichterin Ishibashi Hideno verheiratet.